# Baroukh Douvdevani
Baroukh Douvdevani (hébreu : ברוך דובדבני) est un homme politique israélien du XXe siècle (Lublin, 11 juillet 1916 - 28 mars 1984). Représentant du sionisme religieux, il dirige au cours de sa carrière le Brit Hahashmonaïm, le département immigration de l’Agence juive et le centre pour l’éducation religieuse en Israël.

## Biographie

### Études
Baroukh Kirschenbaum naît à Lublin dans un foyer religieux profondément acquis au sionisme. Il descend par sa mère d’Elimelekh de Lizhensk, une éminente figure du hassidisme. En 1928, son grand-père, qui entretient toute sa famille, prend la décision de faire son Aliyah en Palestine mandataire à Jérusalem. L’enfant fait ses études à la Yeshivat Etz Hayim puis au Merkaz Harav, la yeshivah la plus importante du mouvement sioniste religieux dirigée par Abraham Isaac Kook. Il étudie en outre l'histoire du peuple juif et la littérature hébraïque à l’Université Hébraïque de Jérusalem.

### Engagement sioniste-religieux
Il fait partie, en 1937, des fondateurs du Brit Hashmonaïm, un mouvement de jeunesse sioniste-religieux dont il assure la vice-présidence jusqu’à sa dissolution en 1949. Il s'y consacre surtout à une mission éducative, éditant le journal du mouvement. Membre de l'orgamisation militaire Irgoun comme nombre de participants de ce mouvement, il est arrêté trois fois par les Britanniques et brièvement incarcéré à la prison centrale de Jérusalem et au camp de détention de Latroun. Pendant ce séjour carcéral, il devient proche du rabbin Aryeh Levin.

### Missions à l'étranger

#### Mission en Italie
À la suite de la Seconde Guerre mondiale et de la prise de conscience du désastre ayant touché les communautés juives d'Europe, il décide de partir en mission pour secourir les survivants. Meir Bar-Ilan, le chef du mouvement Mizrahi le convainc de se rendre en Italie en tant que représentant de l'Agence juive dans les camps de réfugiés en Italie. Sa femme et ses deux enfants, dont Avraham Duvdevani le président de l’Organisation sioniste mondiale depuis 2010, ne peuvent l’accompagner. Sur place, il administre dans le Sud de l'Italie un camp de 400 000 survivants de la guerre. Après l'indépendance d'Israël, il devient chef de l'antenne romaine du département de l'Alya de l'Agence juive. Sa tache est de superviser l'émigration des rescapés de la Guerre en Israël. Cette fonction l'amène à être dépêché à Tripoli, capitale de l'ancienne Libye italienne à cette époque sous administration britannique où il se donne pour objectif d'organiser le transfert de la communauté juive locale vers Israël.

#### Mission en Libye
Il arrive sur place en mars 1949, quelques mois seulement après l'autorisation aux Juifs d'émigrer vers Israël octroyée par les Britanniques et reste en Libye jusqu'à la fin de l'année. Sous son égide, 14 000 personnes, soit 45 % des Juifs libyens font leur Alya. Il voyage dans les communautés de l'intérieur et décide de les faire évacuer vers Tripoli en raison des risques auxquels il estime qu'elles sont exposées. Il met en place une compagnie, la CABI, chargée d'effectuer des payements en avance aux propriétaires juifs, et de retarder la vente de leurs biens afin que leur valeur ne soit pas dévaluée. Il établit des garinim (« noyaux »), groupes de migrants constitués dans le but de rejoindre ensemble les mêmes moshavim (fermes coopératives) en Israël. L'engagement de Douvdevani au sein du mouvement Mizrahi et le fait qu'il ait entravé les initiatives du Mapaï et du Mapam, deux partis de gauche israéliens, en Libye provoquent des remous au sein de l'Agence juive. Une enquête est commissionnée mais n'est pas menée à terme. En revanche, sur place, les Juifs Libyens de par leur sensibilité traditionaliste apprécient le positionnement religieux de Douvdevani, il jouit d'une grande popularité. Ils le supplient de rester sur place et lui demandent de continuer à s'occuper de leur communauté en Israël. Le rapport décrivant son départ indique qu'il est perçu en Libye comme le générateur d'un mouvement messianique. On retrouve son nom en bonne place dans le folklore de la communauté libyenne en Israël. Dans un des poèmes remémorant l'Alya de la communauté, il est écrit : « Douvdevani ! Quelle injustice ! Tu m'as mis dans le second bateau à vapeur ».

#### Interventions en Afrique du Nord
En 1953, il est nommé à Paris pour diriger la section de l’immigration à partir de l’Europe et de l’Afrique du Nord. Il se rend fréquemment en Algérie, au Maroc et en Tunisie pour réaliser des départs en masse avant que ces pays n’accèdent à l’indépendance et n’empêchent les Juifs d’émigrer en Israël. Au Maroc, il est l'instigateur d'une augmentation de l'émigration des Juifs durant les deux années précédant l'indépendance du pays en 1956. Il fait notamment évacuer des centaines de Juifs via Tanger et Gibraltar.

#### Découverte de l'Esh Kodesh en Pologne
En 1956, il est chargé, dans le cadre de son travail de retrouver les écrits du Piasetzener Rebbe, Kalonymus Kalman Shapira relatant les crimes nazis dans le ghetto de Varsovie. Baroukh Doudevani retrouve dans un  pot de lait l’Esh Kodesh, un recueil de sermons composé par le rabbin. Douvdevani témoigne de cette enquête et de ses découvertes lors du procès Eichmann,.

### Direction de l'Agence juive, activités politiques et éducatives
Directeur de l’Agence juive de 1956 à 1968, il se présente aux élections de 1965 en tête de liste du Mafdal pour la mairie de Jérusalem et manœuvre ensuite pour faire entrer son parti dans la coalition dirigée par Teddy Kollek. À partir de 1969, il dirige le centre pour l’éducation religieuse jusqu’à son décès en 1984, dans un accident de circulation alors qu’il revient d’un colloque de formation à Safed.
Baroukh Douvdevani est enterré au Mont des Répits, à Jérusalem, plusieurs milliers d'Israéliens assistent aux obsèques. Une rue de Mordot Bayit VeGan et une école de Beit Hakerem portent son nom.

### Source
- (he) Cet article est partiellement ou en totalité issu de l’article de Wikipédia en hébreu intitulé « ברוך דובדבני » (voir la liste des auteurs).